# 다진 고기

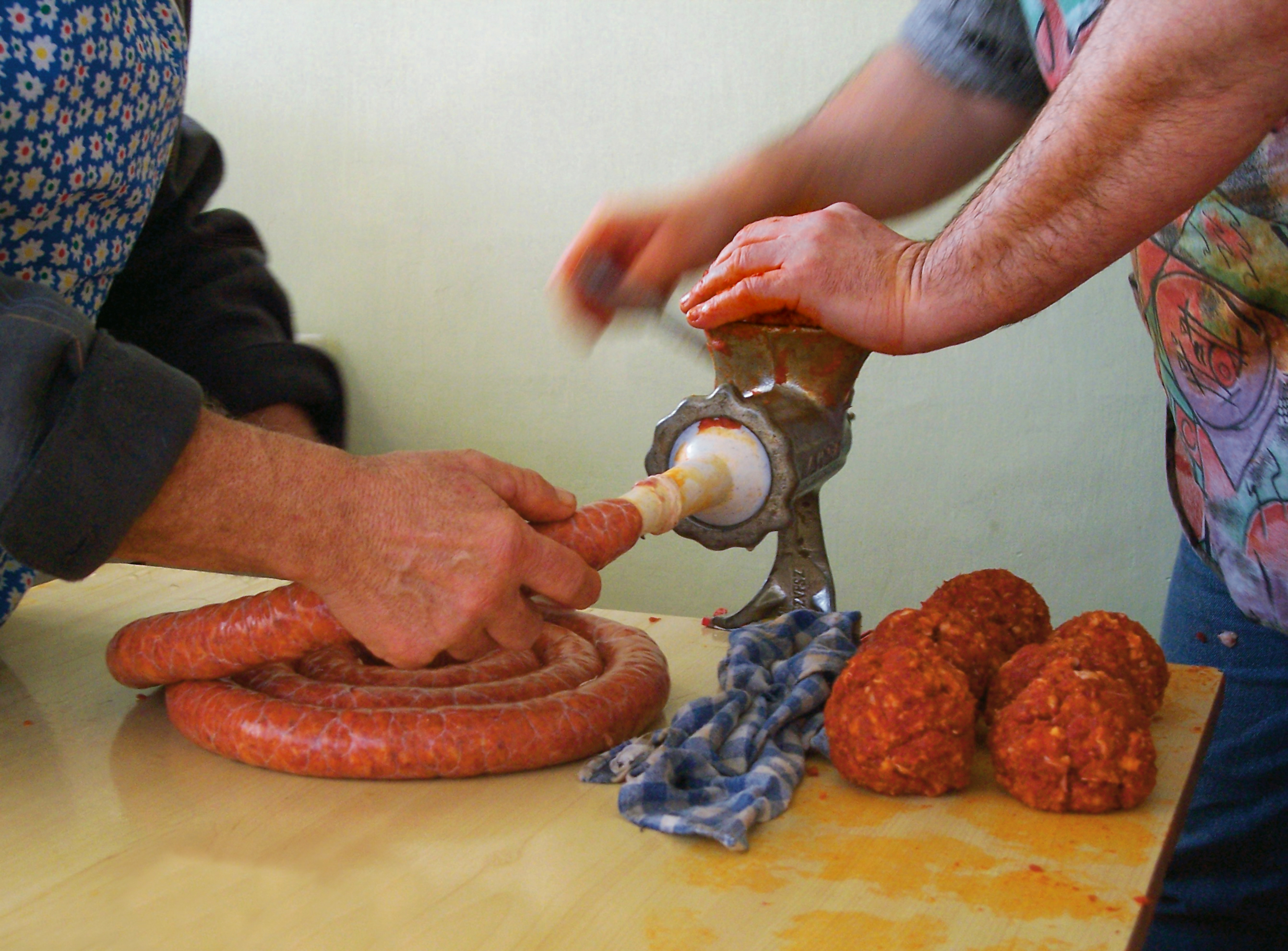
소시지 제조에 사용되는 다진 고기

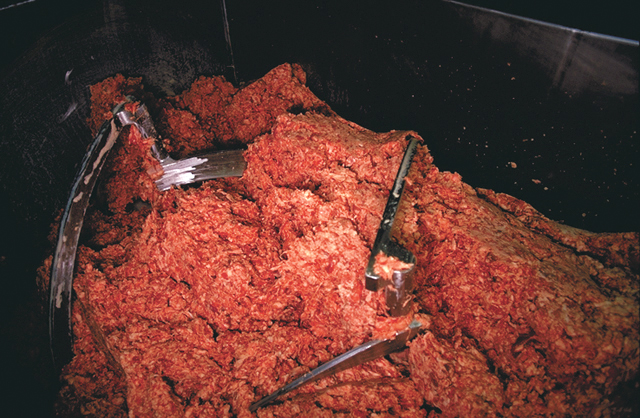
산업용 분쇄기에 담긴 다진 쇠고기

다진 고기 또는 간 고기는 육류 분쇄기나 다지는 칼로 잘게 자른 고기이다. 흔히 다진 고기는 다진 쇠고기이지만, 돼지고기, 송아지 고기, 양고기, 염소고기, 가금을 포함한 다른 많은 종류의 고기가 비슷한 방식으로 준비된다.

## 요리
다진 고기는 그 자체로, 또는 다른 재료와 섞어 매우 다양한 요리에 사용된다. 다진 고기는 고기 완자로 만들어 튀기거나, 굽거나, 찌거나, 브레이징할 수 있다. 꼬챙이에 꿰어 아다나 케밥과 체바피 같은 요리를 만들 수도 있다. 패티로 만들어 바비큐하거나 튀기거나(햄버거), 빵가루를 입혀 튀기거나(멘치카츠, 포자르스키 커틀릿), 브레이징할 수도 있다(솔즈베리 스테이크). 미트로프나 파테로 만들어 구울 수도 있다. 셰퍼드 파이와 뵈레크 같은 미트 파이의 속 재료나 소 (음식)로도 사용될 수 있다. 해시나 루즈미트로 조리하여 제공될 수도 있다. 라구 (소스)와 같은 소스 (음식)로 만들어져 파스티치오와 무사카 같은 요리에 사용되거나, 소스와 섞어 빵 위에 올려 슬로피 조 샌드위치로 제공될 수 있다. 또한 콩, 토마토, 향신료와 함께 조리하여 칠리 (요리)를 만들 수도 있다.

### 인도 아대륙

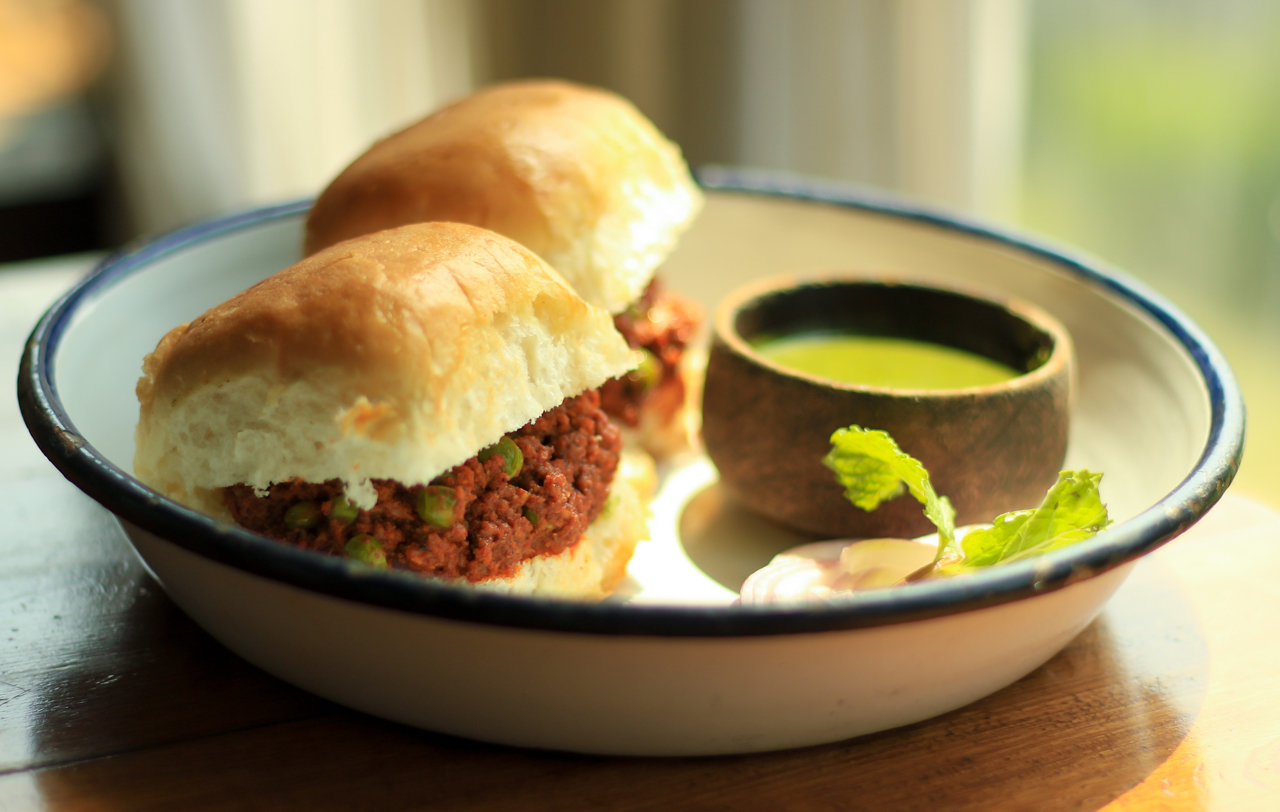
빵(파우)에 담긴 키마 커리, 뭄바이의 인기 길거리 음식이다.

인도 아대륙에서는 다진 고기가 양고기 (즉, 염소고기 또는 슈봉)나 다른 종류의 고기에 풋완두 또는 감자를 넣어 스튜하거나 튀긴 커리 요리와 같은 다양한 요리에 사용된다. 보통 기 (음식)/버터, 양파, 마늘, 생강, 고추, 향신료가 들어간다. 인도 아대륙에서 다진 고기는 키마 또는 퀴마라고 불린다. 키마는 꼬치에 구워 시크 케밥이라고 불리거나, 사모사나 난의 속 재료로 사용된다.
이 단어는 궁극적으로 '다진 고기'를 의미하는 튀르크어 qıyma에서 유래했으며, 따라서 페르시아어 qeyme, 튀르키예어 kıyma, 그리스어 kimás와 관련이 있다.

## 식품 안전
다진 고기는 고기 한 덩어리와는 매우 다른 식품 안전 문제를 가지고 있다. 덜 익히면 식중독을 일으킬 수 있다. 동물에서 나온 고기 한 덩어리의 내부는 조리하기 전에도 본질적으로 멸균 상태이다. 모든 세균 오염은 고기의 바깥 표면에 있다. 이것이 예를 들어, 고기 내부가 붉은색을 유지하도록 "레어"로 조리된 스테이크를 사람이 섭취하는 것이 일반적으로 안전한 이유이다. 고기 외부를 지지는 것만으로도 표면의 모든 박테리아를 죽이기에 충분하다. 그러나 고기를 다지면 표면의 세균 오염이 고기 전체에 퍼질 수 있다. 다진 쇠고기가 완전히 익지 않으면, 질병을 일으킬 만큼 충분한 병원성 세균이 살아남을 가능성이 크다. 게다가, 따뜻함은 박테리아의 번식을 가속화한다. 1993년 잭 인 더 박스 햄버거의 덜 익은 고기가 이러한 방식으로 오염되어 4명이 사망하고 수백 명의 사람들이 병에 걸렸다.
국가 학교 급식 프로그램과 푸드 뱅크, 연방 식품 및 영양 프로그램을 통해 유통되는 다진 고기의 안전을 보장하기 위해 미국 농무부는 구매하는 다진 쇠고기에 대한 식품 안전 및 품질 요구 사항을 확립했다. 2010년 미국 국가연구위원회 보고서는 농무부의 다진 쇠고기 안전 기준의 과학적 근거를 검토하고, 이 기준이 대규모 소매 및 상업 식품 서비스 업체에서 다진 쇠고기를 구매하는 데 사용되는 기준과 어떻게 비교되는지 평가했으며, 연방 구매 다진 쇠고기 프로그램의 주기적인 평가를 확립하는 방법을 모색했다. 보고서는 과학적 개념을 사용하여 안전 요구 사항을 강화할 수 있지만, 미래의 식인성 질병 발생을 예방하는 것은 생산 중 오염을 제거하고 고기가 제공되기 전에 적절히 조리되는 것을 보장하는 데 달려 있다고 밝혔다.

## 같이 보기
- 민치
- 키마